# 마쓰무시 정류장
마쓰무시 정류장(일본어: 松虫停留場, まつむしていりゅうじょう)은 일본 오사카부 오사카시 아베노구에 있는 한카이 전기 궤도 우에마치 선의 정류장이다. 역 번호는 HN03이다.

## 역사
- 1910년 10월 1일: 난카이 우에마치 선 개업과 동시에 본 정류장 설치.
- 1944년 6월 1일: 회사 합병에 의하여 긴키 닛폰 철도의 역이 됨.
- 1947년 6월 1일: 회사 분리로 인한 난카이 전기철도의 역이 됨.
- 1980년 12월 1일: 난카이 전기철도의 분사로 한카이 전기 궤도의 역이 됨.

## 역 구조
상대식 승강장 2면 2선의 구조에서, 상하행선 모두 덴노지에키마에 역 방향에 건널목이 있고 승강장은 마주 놓여 있으며 어느 플랫폼에도 역사가 설치되어 있다. 또한, 덴노지에키마에 역 방향 승강장은 2량이 정차할 수 있는 길이로 되어 있다(실제로 사용할 수 없다고 생각한다).
스미요시코엔 역 근처에 수동식의 비상용 상하 건늠선이 있다. 북쪽의 병용 궤도 구간에서 선로 장애 및 열차 운행이 불가능이 되는 사건, 사고, 재해 등이 발생했을 때에는 이를 실제로 사용하여 하마데라에키마에, 스미요시코엔 ~ 당역 간 임시 계통에 의한 정기 왕복 운행을 실시하는 일이 있다.

## 역 주변
역 주변은 조직이 존재 하는 정도지만 바로 인근의 아베노통 옆에는 상점이 다수 존재한다. 또 부근은 학교가 많은 학생의 모습을 볼 수 있다.
- 오사카 기독교 단기 대학
- 세이후 정보 공과 학원
- 오타니 중・고등학교
- 오사카 시립 마쓰무시 중학교
- 오사카 시립 마루야마 초등학교
- 쇼엔지
- 마쓰무시 무덤

## 인접역
| 한카이 전기 궤도 ■ 우에마치 선 | 한카이 전기 궤도 ■ 우에마치 선 | 한카이 전기 궤도 ■ 우에마치 선    |
| ------------------------------ | ------------------------------ | --------------------------------- |
| HN02 아베노 덴노지 역앞 방면   |                                | 히가시텐가차야 HN04 스미요시 방면 |